# Língua koya
Koya (também Koi, Koi Gondi, Kavor, Koa, Koitar, Koyato, Kaya, Koyi, Raj Koya) é uma língua Dravídica sul central do sub-grupo das línguas Kui-Gondi.

## Falantes
Com 270.994 falantes nativos conforme Censo da Índia, o Koya é a 37ª língua mais falada no país. Muitos deles também falam o Telugu.
Koya é falada nos estados Indianos de Andhra Pradesh e Orissa. É hoje a língua falada por comunidadedis tribais do ITDA (Integrated Tribal Development Agency), em Bhadrachalam no Distrito de Khammam,  Rampachodavaram no Distrito de East Godavari, Kotaramachndrapuram  no Distrito de Godavari, Oeste em Andhra Pradesh. Além disso, os Koyas do Estado de Chattisgarh.A língua Koya funciona como um dialeto da Língua gondi falado no Distrito de Adilabad, também em Andhra Pradesh, e ainda em Gondwana na Índia Central.
São geralmente agricultores que atuam em areas desmatadas. Têm religião tradicional naturalista com influências do Hinduísmo.

## Lendas
Os falantes de Koya se dizem originários dos “pandavas” do épico Mahabharata, especialmente do lorde Bhima. Quando os irmãos pandava se exilaram, Bhima foi caçar na selva e encontrou uma mulher selvagem das matas e com ela casou. O fruto dessa união foi o povo Koya. Há outras lendas explicando essa origem dos Koya.

## Escrita
A escrita Koya foi desenvolvida pela professora  Prasanna Sree. A lingua pode ser escrita alternativamente com os alfabetos Devanágari, Telugu, Oriá ou Latino.

## Situação hoje
Entre os “Koya” o índice de alfabetização é muito baixo, a educação formal não é incentivada nas famílias, pois os filhos precisam trabalhar para ajudar no sustento das famílias. Os meninos estudam até o 2º grau, as meninas somente até o 1º. Conforme dados de 1977 e 2004, 7% apenas de seus falantes são alfabetizados em Koya com o 2ª língua.
O línguísta (MLE) G V Ramesh, da Missão Rajiv Vidya Mission vem desenvolvendo um Dicionário da língua Koya com de Mark Penny (SIL, Computer Linguistic Consultant). Ramesh também vem desenvolvendo livros diversos na língua, bem como treinamento de professores para o programa MLS dalíngua Koya.
Há hoje livros-texto do MLE (Multilingual Education Programme) em Koya, como língua mãe, implementados em cerca de 50 escolas em Andhra Pradesh.